# (37699) Santini-Aichl
(37699) Santini-Aichl est un astéroïde de la ceinture principale.

## Description
(37699) Santini-Aichl est un astéroïde de la ceinture principale. Il fut découvert le 13 janvier 1996 à l'Observatoire Kleť par Jana Tichá et Miloš Tichý. Il présente une orbite caractérisée par un demi-grand axe de 3,18 UA, une excentricité de 0,17 et une inclinaison de 12,4° par rapport à l'écliptique.

## Compléments